# جامي شاكليتون
جامي شاكليتون (بالإنجليزية: Jamie Shackleton)‏ هو لاعب كرة قدم إنجليزي يلعب في مركز الوسط في نادي ليدز يونايتد.

## روابط خارجية
- جامي شاكليتون على موقع قاعدة بيانات كرة القدم.إي يو (الإنجليزية)
- جامي شاكليتون على موقع Soccerbase.com (لاعب) (الإنجليزية)
- جامي شاكليتون على موقع Soccerway.com (الإنجليزية)
- جامي شاكليتون على موقع عالم كرة القدم.نت (الإنجليزية)